# Kanderade kastanjer

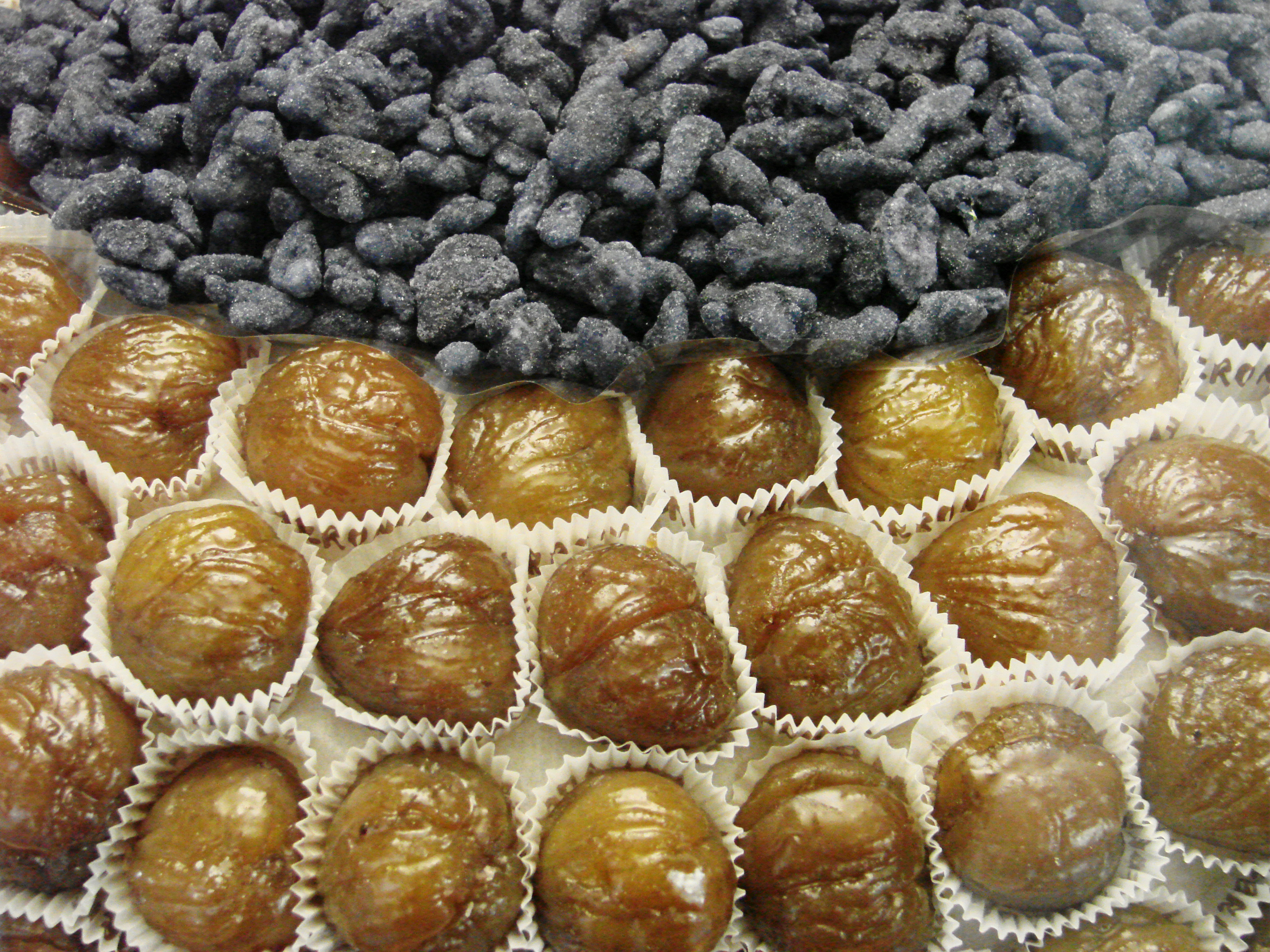
Kanderade kastanjer

Kanderade kastanjer är en konfekt bestående av syltade ädelkastanjer överdragna med sockerglasyr. Metoden att tillverka kanderade kastanjer utvecklades på 1500-talet i Cuneo, Italien och Lyon, Frankrike. Den är tidskrävande; kastanjerna ska ligga i starkt koncentrerad sockerlag i flera dygn. Det är lätt att misslyckas eftersom kastanjerna lätt går sönder. 1882 skapade ingenjören Clément Faugier en metod att framställa denna konfekt industriellt, vilket gjorde den mer allmänt förekommande. Tre år senare blev samme ingenjör mycket känd, då han fick idén att göra söt kastanjepuré av de kastanjer som gått sönder under tillverkningen. Denna puré används till bakverk och desserter.
Varje höst, när ädelkastanjerna är nyskördade, tillverkar de flesta franska bagerier en omgång kanderade kastanjer, som sedan säljs i lösvikt. De industriellt tillverkade finns att köpa i mer eller mindre exklusiva förpackningar.